# Iouriy Stets
Iouriy Iaroslavovytch Stets (en ukrainien : Юрій Ярославович Стець), né à Tchortkiv est une personnalité politique et journaliste ukrainien.

## Biographie
Il a fait des études à l'École polytechnique de Kharkov.

### Homme politique
Il est ministre dans le Gouvernement Hroïsman sous l'étiquette Solidarité européenne de Petro Porochenko.
Élu des VIe, VIIe et VIIIe Rada.